# Пискуличи, Леонардо
Леона́рдо Пискули́чи (исп. Leonardo Nicolás Pisculichi; 18 января 1984, Рафаэль-Кастильо, провинция Буэнос-Айрес) — аргентинский футболист, нападающий и атакующий полузащитник.

## Биография
Пискуличи — воспитанник знаменитой молодёжной академии клуба «Архентинос Хуниорс». Дебютировал в профессиональном футболе 20 февраля 2002 года в матче Клаусуры против «Тальереса» из Кордовы. В начале 2000-х годов «красные жуки» испытывали большие проблемы, и Пискуличи не добился за четыре года с «Архентинос» никаких титулов. В январе 2006 года он перешёл в испанскую «Мальорку», в которой отыграл ровно год.
С 2007 по 2013 год Пискуличи выступал в Азии, в основном за катарский клуб «Аль-Араби», за который аргентинец провёл свыше 120 матчей. Трижды с этой командой Пискуличи выигрывал Кубок шейха Яссима. В 2012 и 2013 гг. Пискуличи играл за китайскую команду «Шаньдун Лунэн», но провёл за неё лишь девять матчей из-за травм.
8 февраля 2014 году Пискуличи вновь вышел на поле в составе «Архентинос Хуниорс» в чемпионате Аргентины (Финаль). В игре против «Годой-Круса» он отметился забитым голом, а «жуки» выиграли со счётом 2:1. Пискуличи в 15 играх Финаля забил четыре гола, но «Архентинос» всё равно вылетели в Примеру B Насьональ, поскольку имели плохой коэффициент за последние три сезона.
В том же 2014 году Пискуличи перешёл в другой столичный клуб, «Ривер Плейт», который на тот момент был действующим чемпионом Аргентины. «Ривер» не смог выиграть второй за год чемпионат, заняв второе место вслед за «Расингом», хотя боролся за победу до последнего тура.
Наиболее ярким событием второй половины 2014 года для Пискуличи и его нового клуба стало выступление в Южноамериканском кубке. В полуфинале второго по значимости турнира Южной Америки состоялось Суперкласико против «Боки Хуниорс». На Бомбонере команды не сумели забить друг другу голов, а в ответном матче на Монументале именно гол Пискуличи на 16-й минуте оказался победным в противостоянии двух популярнейших аргентинских команд. Первая финальная игра состоялась в Колумбии — «Ривер» сумел в тяжелейшей игре с «Атлетико Насьоналем» вырвать ничейный результат, несмотря на игровое преимущество медельинцев — 1:1. Счёт в этой игре на 66-й минуте сравнял с передачи Теофило Гутьерреса именно Пискуличи. В ответной игре Пискуличи на 55-й и 59-й минутах исполнил два удара с угловых, с которых Габриэль Меркадо и Херман Песселья соответственно забили два практически идентичных гола головой. «Ривер Плейт» выиграл со счётом 2:0, прервав 17-летнюю серию без побед в международных турнирах и впервые в своей истории завоевав Южноамериканский кубок. Леонардо Пискуличи был признан лучшим игроком финала, а позже по результатам голосования издания El Pais (Монтевидео) занял третье место среди лучших футболистов Южной Америки по итогам 2014 года. Он уступил лишь своим партнёрам по «Ривер Плейту» — колумбийцу Теофило Гутьерресу и уругвайцу Карлосу Санчесу.

## Титулы и достижения
- Обладатель Кубка шейха Яссима (3): 2008, 2010, 2011
- Обладатель Кубка Либертадорес (1): 2015
- Обладатель Южноамериканского кубка (1): 2014
- Обладатель Рекопы Южной Америки (1): 2015
- Обладатель Евроамериканского Суперкубка (1): 2015
- Обладатель Кубка банка Суруга (1): 2015
- Третий футболист года в Южной Америке: 2014
- Участник символической сборной года Южной Америки: 2014